# 隆格瓦勒-巴邦瓦勒
隆格瓦勒-巴邦瓦勒（法語：Longueval-Barbonval，法語發音：[lɔ̃ɡval baʁbɔ̃val]）是法国上法蘭西大區埃纳省的一个旧市镇，属于苏瓦松区。隆格瓦勒-巴邦瓦勒于1970年由原市镇隆格瓦勒（Longueval）和巴邦瓦勒（Barbonval）合并而成。2016年，隆格瓦勒-巴邦瓦勒与临近的6个市镇合并为新市镇莱塞特瓦隆，隆格瓦勒-巴邦瓦勒为新市镇行政中心。

## 地理
隆格瓦勒-巴邦瓦勒（49°21'34"N, 3°39'10"E）面积8.73 平方千米，位于法国上法蘭西大區埃纳省，该省份为法国北部内陆省份，北起北部省，西接索姆省和瓦兹省，东临阿登省和马恩省，西南至塞纳-马恩省，东北部与比利时接壤。
与隆格瓦勒-巴邦瓦勒接壤的市镇（或旧市镇、城区）包括：迪泽勒、维莱昂普赖耶尔、维耶尔阿尔西。
隆格瓦勒-巴邦瓦勒的时区为UTC+01:00、UTC+02:00（夏令时）。

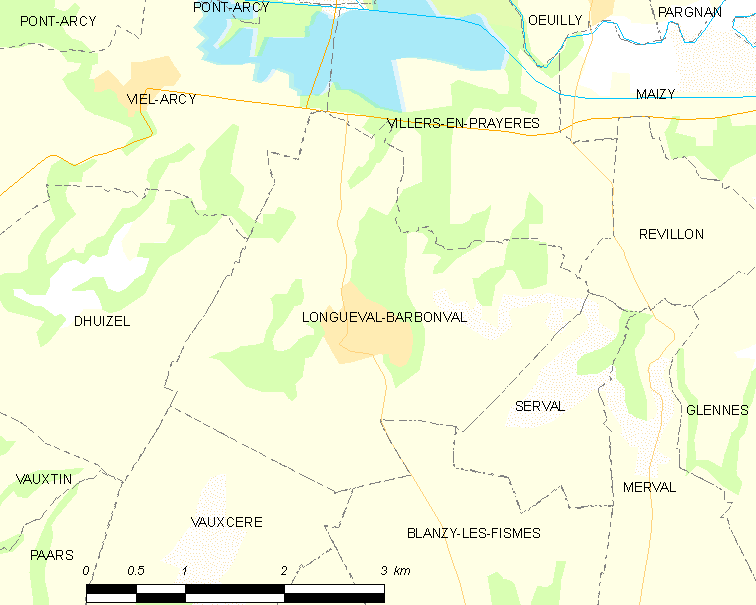
隆格瓦勒-巴邦瓦勒的OSM定位图

## 行政
隆格瓦勒-巴邦瓦勒的邮政编码为02160，INSEE市镇编码为02439。

## 政治
隆格瓦勒-巴邦瓦勒所属的省级选区为塔德努瓦地区费尔县。

## 人口

1962-2008年间隆格瓦勒-巴邦瓦勒人口变化图示

隆格瓦勒-巴邦瓦勒于2018年1月1日时的人口数量为492人。